# Quercus yongchunana
Quercus yongchunana är en bokväxtart som beskrevs av Zhe Kun Zhou. Quercus yongchunana ingår i släktet ekar, och familjen bokväxter. Inga underarter finns listade i Catalogue of Life.